# Acontia antica
Acontia antica là một loài bướm đêm trong họ Noctuidae.